# آلکساندر توماسیان (مربی فوتبال)
آلکساندر سرگئی توماسیان (ارمنی: Ալեքսանդր Սերգեյի Թումասյան; روسی: Александр Сергеевич Тумасян؛ زادهٔ ۹ فوریهٔ ۱۹۵۵) مربی فوتبال ارمنی‌تبار اهل روسیه است.

## مربیگری
از باشگاه‌هایی که وی در آن مربیگری نموده‌است می‌توان به باشگاه فوتبال روستوف و باشگاه فوتبال دینامو استاوروپول اشاره کرد.

## خانواده
پسران وی دنیس توماسیان و آلکساندر توماسیان بازیکن حرفه ای فوتبال هستند.